# Piciorul cocoșului
Piciorul cocoșului (Ranunculus repens L.) este o specie erbacee, anuală sau bienală, foarte comună în zonele umede din pajiștile montane, în locurile mlăștinoase și pe malurile apelor. Planta are o tulpină erectă de 20 – 25 cm. Tulpina are la bază stoloni culcați. Înrădăcinarea se face la noduri. Frunzele, mai ales cele de la baza plantei, sunt trifidate cu un pețiol lung. Florile sunt galbene (sepale răsfirate, întinse, lânoase), pe pedunculi brăzdați și înfloresc primăvara - toamna.